# سیمان (خوشاب)
 سیمان، روستایی است از توابع بخش مشکان و دهستان دره یام در شهرستان خوشاب استان خراسان رضوی ایران.

## جمعیت
این روستا در دهستان یام قرار داشته و بر اساس سرشماری سال ۱۳۸۵ جمعیت آن ۲۵۱ نفر (۶۸ خانوار)
بوده است.